# Bakteriologi
Bakteriologi er den gren af biologi, der studerer morfologi, økologi, genetik og biokemi af bakterier såvel som mange andre aspekter der relateret til dem. Denne undergruppe af mikrobiologi involverer identifikation, klassificering og karakterisering af bakteriearter. På grund af ligheden ved at tænke og arbejde med andre mikroorganismer end bakterier, såsom protozoer, svampe og vira, har der været en tendens til, at området for bakteriologi udvides som mikrobiologi. Udtrykkene overlappede tidligere hinanden. Imidlertid kan bakteriologi klassificeres som en særskilt videnskab.

## Introduktion
Bakteriologi er studiet af bakterier og deres relation til medicin. Bakteriologi udviklede sig da læger, der havde brug for at anvende pathogen-teorien, til at teste bekymringerne vedrørende ødelæggelse af fødevarer og vin i det 19. århundrede. Identificering og karakterisering af bakterier, der er forbundet med sygdomme, førte til fremskridt inden for patogenisk bakteriologi. Kochs postulater spillede en rolle i identificeringen af sammenhængen mellem bakterier og specifikke sygdomme. Siden da har bakteriologi haft mange vellykkede fremskridt som effektive vacciner, for eksempel diftervaccine og stivkrampevaccine. Der har også været nogle vacciner, der ikke var så effektive og har bivirkninger, f.eks. Tyfusvaccine. Bakteriologi har indvirket i opdagelsen af antibiotika.

## Historie
Opdagelsen af forbindelsen mellem mikroorganismer og sygdomme kan dateres tilbage til det 19. århundrede, da den tyske læge Robert Koch introducerede videnskaben om mikroorganismer på det medicinske område. Han identificerede bakterier som årsagen til infektionssygdomme og fermenteringsprocess i sygdomme. Den franske videnskabsmand Louis Pasteur udviklede teknikker til produktion af vacciner. Både Koch og Pasteur spillede en rolle i forbedring af antiseptik i medicinsk behandling. Dette havde en enorm positiv effekt på folkesundheden og gav en bedre forståelse af kroppen og sygdomme. I 1870-1885 blev de moderne metoder til bakteriologi-teknik introduceret ved brug af pletter og ved metoden til at adskille blandinger af organismer på plader med næringsmidler. Mellem 1880 og 1881 producerede Pasteur to vellykkede vaccinationer til dyr mod sygdomme forårsaget af bakterier, og det var en succes. Betydningen af bakterier blev anerkendt, da den førte til en undersøgelse af sygdomsforebyggelse og behandling af sygdomme med vacciner. Bakteriologi er udviklet og kan studeres inden for landbrug, marinbiologi, vandforurening, bakteriegenetik og bioteknologi.